# SS Yoma
 (juin 2025).
La mise en forme du texte ne suit pas les recommandations de Wikipédia : il faut le « wikifier ».
Les points d'amélioration suivants sont les cas les plus fréquents. Le détail des points à revoir est peut-être précisé sur la page de discussion.
- Les titres sont pré-formatés par le logiciel. Ils ne sont ni en capitales, ni en gras.
- Le texte ne doit pas être écrit en capitales (les noms de famille non plus), ni en gras, ni en italique, ni en « petit »…
- Le gras n'est utilisé que pour surligner le titre de l'article dans l'introduction, une seule fois.
- L'italique est rarement utilisé : mots en langue étrangère, titres d'œuvres, noms de bateaux, etc.
- Les citations ne sont pas en italique mais en corps de texte normal. Elles sont entourées par des guillemets français : « et ».
- Les listes à puces sont à éviter, des paragraphes rédigés étant largement préférés. Les tableaux sont à réserver à la présentation de données structurées (résultats, etc.).
- Les appels de note de bas de page (petits chiffres en exposant, introduits par l'outil «  Source ») sont à placer entre la fin de phrase et le point final[comme ça].
- Les liens internes (vers d'autres articles de Wikipédia) sont à choisir avec parcimonie. Créez des liens vers des articles approfondissant le sujet. Les termes génériques sans rapport avec le sujet sont à éviter, ainsi que les répétitions de liens vers un même terme.
- Les liens externes sont à placer uniquement dans une section « Liens externes », à la fin de l'article. Ces liens sont à choisir avec parcimonie suivant les règles définies. Si un lien sert de source à l'article, son insertion dans le texte est à faire par les notes de bas de page.
- La présentation des références doit suivre les conventions bibliographiques. Il est recommandé d'utiliser les modèles {{Ouvrage}}, {{Chapitre}}, {{Article}}, {{Lien web}} et/ou {{Bibliographie}}. Le mode d'édition visuel peut mettre en forme automatiquement les références.
- Insérer une infobox (cadre d'informations à droite) n'est pas obligatoire pour parachever la mise en page.

Pour une aide détaillée, merci de consulter Aide:Wikification.
Si vous pensez que ces points ont été résolus, vous pouvez retirer ce bandeau et améliorer la mise en forme d'un autre article.
Le SS Yoma est un paquebot britannique devenu navire de transport de troupes pendant la Seconde Guerre mondiale. Construit en Écosse en 1928, il assure jusqu'en 1940 une ligne régulière entre Glasgow (Écosse) et Rangoon (Birmanie) via le canal de Suez. Devenu navire de transport de troupes en 1941, le SS Yoma est coulé en Méditerranée en juin 1943, causant de lourdes pertes humaines.
Le SS Yoma est exploité par la Henderson Line de Glasgow et géré par P Henderson & Company. Initialement, il appartient conjointement à deux autres sociétés de P Henderson, la British and Burmese Steam Navigation Company Ltd (BBSN) et la Burmah Steam Ship Company Ltd. À partir de 1934, la BBSN est sa seule propriétaire.
Le SS Yoma fait partie d'une famille de paquebots similaires que William Denny & Brothers de Dumbarton ont construite pour la Henderson Line. Les autres étant HMHS Amarapoora (en), SS Pegu, SS Kemmendine (en) et SS Sagaing (en) – respectivement achevés en 1920, 1921, 1924 et 1925. Chacun d'eux fait environ 8 000 tonneaux de jauge brute et transporte du fret ainsi que des passagers. Le Yoma est le dernier et le plus grand de la série.

## Navires du même nom
Le Yoma est le deuxième des quatre navires Henderson à porter le nom de la région de Yoma, dans l'ouest de la Birmanie. Le premier était le cargo Yomah (1926), construit en 1926 et vendu par Henderson en 1927. Le troisième, Yoma (1948), aura une turbine à vapeur. Construit en 1948, il sera transféré en 1952 à Elder Dempster Lines. Le quatrième est un navire à moteur, construit en 1958 pour Elder, Dempster sous le nom de Daru, et rebaptisé Yoma en 1965 lorsqu'il fut transféré à Henderson.

## Construction et identification
Denny's construit le navire pour 227 891 livres sterling. Il porte le numéro de chantier 1 206. Le Yoma est lancé le 2 août 1928 et est achevé le 6 octobre. Sa longueur est de 140,30 mètres (460,3 pieds), son maître-bau fait 18,65 mètres (61,2 pieds), et son tirant d'eau 9,45 mètres (31 pieds),. Le navire a des couchettes pour 146 passagers, tous en première classe. Son tonnage est de 8 195 jb et 5 057 jn. Son moteur de direction (en) est électro-hydraulique et il a un gouvernail équilibré (en) de marque Denny. Alors que Kemmendine et Sagaing ont une proue droite, celle du SS Yoma est inclinée, ce qui lui donne un profil légèrement plus moderne.
Le Yoma n'a qu'une hélice, entraînée par un moteur à vapeur à quadruple expansion d'une puissance nominale de 550 NHP. Ses chaudières sont équipées pour brûler soit du charbon, soit du fioul lourd. Le 5 octobre 1928, le Yoma effectue ses essais en mer, au cours desquels il atteint
14,43 nœuds. En 1939, une turbine à vapeur d'échappement est ajoutée à sa machinerie. Fonctionnant grâce à la vapeur d'échappement fournie par le cylindre basse pression du moteur alternatif, elle entraîne l'arbre d'hélice par un engrenage à double réduction et un couple hydraulique.
À l'origine, le Yoma est équipé d'un système de radiogoniométrie sans fil. En 1936, il est équipé d'un sondeur. Le Yoma est immatriculé à Glasgow sous l'IMO 160225. Son indicatif est initialement LCNT, que son indicatif d'appel de 1930 (GJKS) remplace en 1934.

## Le service civil en temps de guerre
L'itinéraire de la Henderson Line entre Glasgow et Rangoon passe par Liverpool, Palma, Marseille et le canal de Suez. À partir de l'entrée du Royaume-Uni dans la Seconde Guerre mondiale, et pendant 15 mois, le Yoma continue son service régulier, mais en naviguant en convois sur certaines portions de l'itinéraire. Le 19 septembre 1939, il quitte Liverpool pour Rangoon avec 125 passagers et une cargaison diverse. Il navigue avec le convoi OB 7 jusqu'à sa dispersion dans l'Atlantique Nord, puis de Gibraltar jusqu'à Alexandrie, il navigue avec le convoi Green 3. Pour revenir, chargé de marchandises diverses, de Rangoon en Grande-Bretagne, il navigue au sein du convoi HG 10 de Gibraltar à Liverpool pour la dernière étape de son voyage.
En janvier 1940, le Yoma quitte Liverpool pour Rangoon, naviguant avec le convoi OB 73, qui devient en mer le convoi rapide OG 15F à destination de Gibraltar. À son retour de Rangoon, il rejoint à Gibraltar à la fin du mois de mars le convoi HG 24, qui atteint Liverpool la première semaine d'avril.

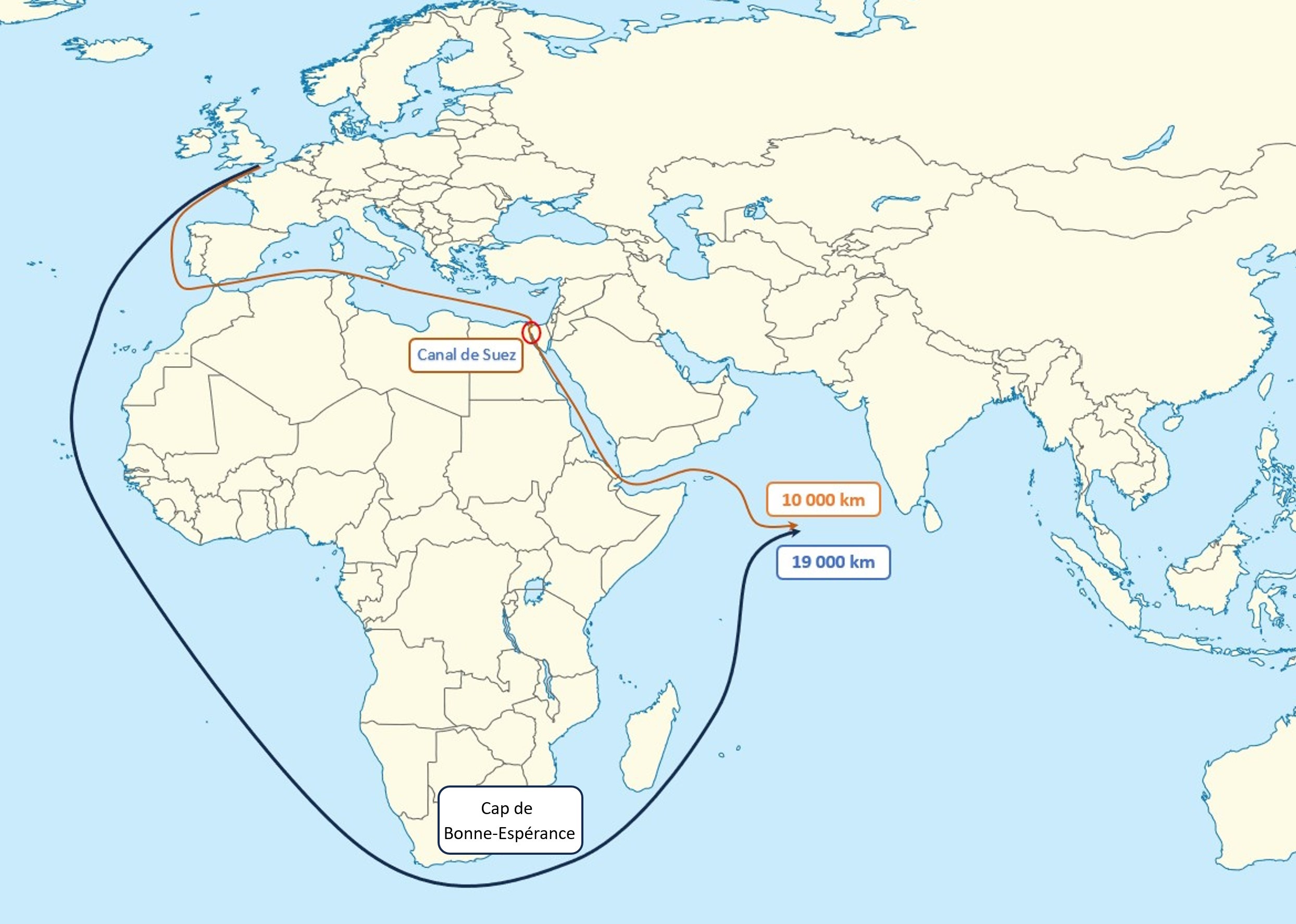
Les routes via Suez et via le cap de Bonne-Espérance.

Avant la fin avril, le Yoma quitte Liverpool pour Rangoon, naviguant avec le convoi OB 133 qui devient en mer le convoi rapide OG 27F, à destination de Gibraltar. Cependant, avant son retour de Rangoon, l'Italie entre en guerre, rendant la Méditerranée dangereuse pour la navigation marchande alliée. Le Yoma effectue donc le voyage de retour via le cap de Bonne-Espérance, l'Atlantique Sud et l'Afrique de l'Ouest. À Freetown en Sierra Leone, il intègre le convoi SL-39F, qui rattrape et incorpore le convoi SL 39 en mer. Le SL-39 atteint Liverpool à la fin du mois de juillet.
Fin août 1940, le Yoma quitte Liverpool pour Rangoon, naviguant avec le convoi OB 204 jusqu'à sa dispersion en mer. En empruntant la route via le cap de Bonne-Espérance, ce n'est qu'en décembre qu'il revient, rejoignant le convoi SL 58 pour le trajet de retour de Freetown à Liverpool.

## Transport de troupes dans l'océan Indien
En janvier 1941, le Yoma est transformé en navire de transport de troupes. Le 18 février, transportant 1 628 soldats, il quitte le Firth of Clyde avec le convoi WS 6B pour Freetown, et le 8 avril 1941, il quitte Freetown avec le convoi WS 6 pour Le Cap. Après avoir contourné le cap de Bonne-Espérance, le Yoma passe les deux années suivantes dans l'océan Indien, déplaçant des troupes principalement entre Mombasa, Aden, Bombay, Colombo et Bandar Abbas. En janvier 1942, le Japon envahit les Indes orientales néerlandaises ; et en février, le Yoma emmène des troupes depuis Colombo à Batavia, arrivant avec le convoi JS 1, et revenant avec le convoi SJ 5. Il évacue également des civils des Indes orientales néerlandaises vers Darwin en Australie. Le dernier voyage du Yoma dans l'océan Indien se fait dans le convoi PA-33 de Bandar Abbas à Aden en avril 1943.

## Convoi GTX 2 et perte
| \| Lieu de naufrage du Yoma : au large de la Cyrénaïque, au nord-ouest de Derna. \| Lieu de naufrage du Yoma : au large de la Cyrénaïque, au nord-ouest de Derna. |
| Lieu de naufrage du Yoma : au large de la Cyrénaïque, au nord-ouest de Derna.                                                                                     |

Le 13 mai 1943, les forces de l'Axe en Tunisie se rendent. Cela met fin à la campagne d'Afrique du Nord et ouvre la voie à l'invasion alliée de la Sicile. Le Yoma est transféré en Méditerranée et le 17 mai, il navigue avec le convoi KMX 14X de Gibraltar à Alexandrie.
Le 8 juin, il quitte à nouveau Gibraltar pour Alexandrie, cette fois dans le convoi GTX 2. Il fait escale à Sfax en Tunisie, puis à Tripoli en Libye. Il quitte cette dernière le 16 juin avec à son bord 1 128 militaires de l'armée britannique, dont 134 officiers, ainsi que 22 officiers et 643 matelots des Forces navales françaises libres. Les troupes britanniques sont pour la plupart des Royal Engineers, notamment de la 994 Dock Operating Company et de la 1010 Dock Operating Company, qui se rendent à Alexandrie pour être équipées, en vue d'exploiter les installations portuaires pour la campagne de Sicile.
Le matin du 17 juin, le convoi se trouve au nord-ouest du port de Derna, en Libye. À 7 h 33, de nombreux hommes sont en train de prendre leur petit-déjeuner sous le pont lorsque le sous-marin allemand U-81, commandé par l'Oberleutnant zur See Johann-Otto Krieg (en) tire deux torpilles. Les récits divergent quant à la suite des événements. L'historien spécialiste des sous-marins Guðmundur Helgason affirme que seule une torpille a touché le Yoma, mais le blogueur de la Seconde Guerre mondiale Martin Cherrett affirme que les deux l'ont touché, l'une dans sa salle des machines, l'autre dans sa cale n°4, le coulant en cinq minutes. L'historien spécialiste de la marine marchande Duncan Haws affirme également que les deux torpilles l'ont touché. Quoi qu'il en soit, le chef officier A. Olding a rapporté que le Yoma a coulé rapidement. Olding a déclaré que l'explosion a détruit la cloison arrière de la salle des machines, inondant rapidement celle-ci, la chaufferie et la cale n°5, et faisant exploser les écoutilles des cales n°3 et 4. Alors que les hommes se précipitent pour se mettre en sécurité, les échelles du pont n°2 se sont effondrées, piégeant de nombreux hommes sous les ponts.

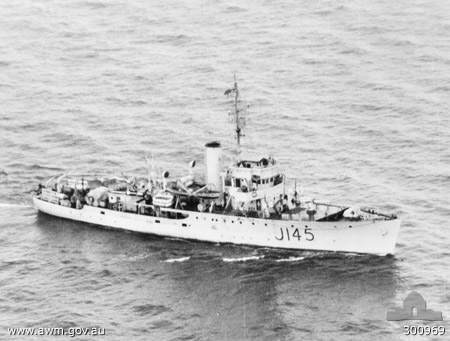
Le HMAS Lismore (J145), une des deux corvettes australiennes qui ont participé au sauvetage.

Le Yoma s'incline rapidement à l'arrière, enveloppé par la vapeur qui s'échappe et par les nuages de poussière de charbon. Son capitaine, George Patterson donne l'ordre d'abandonner le navire. Olding, le second, se dirige alors vers son poste d'abandon. Son équipage de canot de sauvetage et lui réussissent à libérer leur embarcation, de sorte qu'elle flotte pendant que le navire coule. Le Yoma coulant par l'arrière, sa proue se soulève plus abruptement. Olding décrit :
« ...à ce moment-là, le Yoma était bien en bas à l'arrière et la chose suivante que je savais, c'est qu'il coulait sous mes pieds et je me suis retrouvé dans l'eau... alors que le bateau se soulevait, j'ai vu beaucoup d'hommes sur la tête du gaillard d'avant : ils ne voulaient pas sauter à l'eau,... alors que la proue se soulevait, un certain nombre d'entre eux ont perdu pied et sont tombés sur le pont, beaucoup d'autres étant entraînés sous le navire. »
Herbert Cullum, du comté de Durham, et son ami George Monk, tous deux du corps des Royal Engineers, prenaient leur petit déjeuner au moment de l'attaque. Monk a dit à la famille Cullum :
« Bert était à portée de main quand c'est arrivé. Nous avons tous été projetés sur les sièges et par terre. Après avoir réussi à me relever, ce qui fut très difficile, j'ai cherché Bert du regard. Il était introuvable… Après beaucoup de difficultés et de chance, je me suis retrouvé dans l'eau, et pendant l'heure trois quarts où j'ai dérivé, j'ai cherché Bert du regard sans cesse, mais je ne l'ai pas vu. »

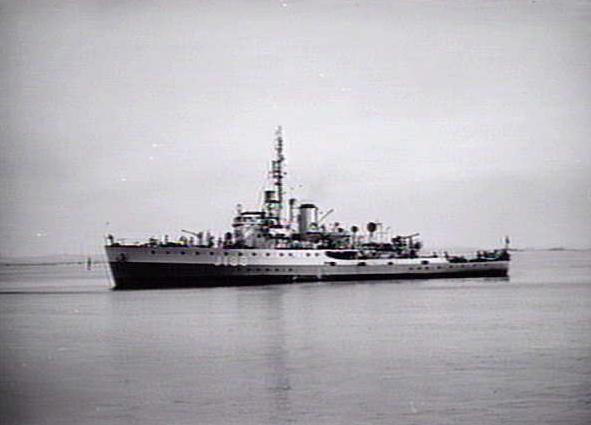
Le HMAS Gawler (J188), une des deux corvettes australiennes qui ont participé au sauvetage.

484 personnes sont tuées : le capitaine Patterson, 29 membres d'équipage, trois artilleurs du cargo (en) et 451 militaires. En raison du danger que constituent les sous-marins ennemis, le convoi GTX 2 continue sa route. Une opération de sauvetage est entreprise par les corvettes de la Marine royale australienne HMAS Lismore (J145) (en) et HMAS Gawler (J188) (en), les dragueurs de mines de la Royal Navy MMS-102 et MMS-105 et le cargo britannique Fort Maurepas (en), de 7 133 tonneaux de jauge brute. Au total, les cinq navires secourent 130 membres d'équipage, cinq artilleurs du cargo et 1 342 militaires.

## Monuments
Les 484 personnes tuées dans le naufrage du Yoma n'ont pour la plupart pas de tombe connue. Le mémorial de Brookwood dans le Surrey répertorie les militaires du Royaume-Uni ou du Commonwealth. La partie de la Seconde Guerre mondiale du mémorial de Tower Hill dans la Cité de Londres répertorie les membres de l'équipage du Yoma.

## Navires successeurs
En 1948, Henderson prend livraison d'un nouveau Yoma (1948), plus petit que son prédécesseur (5 809 jb) et doté d'une turbine à vapeur. Quand en 1952, Elder Dempster Lines reprend la compagnie Henderson, le Yoma (1948) est transféré à la flotte Elder Dempster. En 1965, le Yoma (1948) est vendu à des Taïwanais et rebaptisé Hai Ping. La même année, Elder Dempster transfère un navire à moteur construit en 1958, le Daru (6 340 jb), à la flotte Henderson, et le rebaptise Yoma (1958). Toujours en 1965, Elder Dempster reprend le conglomérat nigérian John Holt & Co et sa filiale Gulf Guinea Line. En 1966, Elder Dempster renomme Yoma (1958) en Daru et le transfère à la Guinea Gulf Line. En 1979, il est vendu à des Libériens et rebaptisé Lone Eagle. En 1980, il est à nouveau vendu et rebaptisé Anjo One. Il est démoli au Pakistan en 1982.

#### Lectures complémentaires
- Jaques-Henri Baixe, Les Naufragés du Yoma, Paris, Éditions La Bruyère, 1992 (ISBN 2840140071)
- Caruana, « Question 33/05: U-boat Gun Attacks on Shore Targets During World War II », Warship International, vol. XLIV, no 4,‎ 2007, p. 338–340 (ISSN 0043-0374)